# Municipio de Clearcreek (condado de Fairfield)
El municipio de Clearcreek (en inglés: Clearcreek Township) es un municipio ubicado en el condado de Fairfield en el estado estadounidense de Ohio. En el año 2010 tenía una población de 4057 habitantes y una densidad poblacional de 43,12 personas por km².

## Geografía
El municipio de Clearcreek se encuentra ubicado en las coordenadas 39°35′51″N 82°46′46″O / 39.59750, -82.77944. Según la Oficina del Censo de los Estados Unidos, el municipio tiene una superficie total de 94.08 km², de la cual 94 km² corresponden a tierra firme y (0,08 %) 0,07 km² es agua.

## Demografía
Según el censo de 2010, había 4057 personas residiendo en el municipio de Clearcreek. La densidad de población era de 43,12 hab./km². De los 4057 habitantes, el municipio de Clearcreek estaba compuesto por el 98,67 % blancos, el 0,32 % eran afroamericanos, el 0,05 % eran amerindios, el 0,12 % eran asiáticos, el 0,02 % eran isleños del Pacífico y el 0,81 % eran de una mezcla de razas. Del total de la población el 0,44 % eran hispanos o latinos de cualquier raza.